# かに座
かに座（かにざ、ラテン語: Cancer）は、現代の88星座の1つで、プトレマイオスの48星座の1つ。黄道十二星座の1つで、カニをモチーフとしている。星座のほぼ中央にある散開星団M44「プレセペ星団」が有名。ギリシア神話では、英雄ヘーラクレースに挑んで噛みつくも踏み潰されてしまったカニが星座になったものとされる。

## 特徴

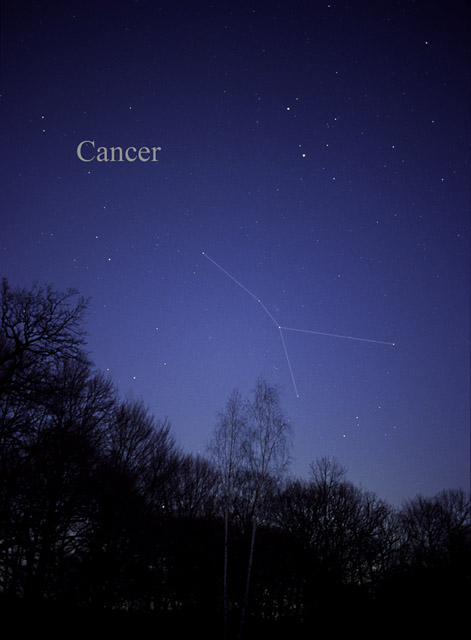
かに座の全景。画像右上にはふたご座のカストルとポルックスも写されている。

東をしし座、北をやまねこ座、西をふたご座、南西をこいぬ座、南をうみへび座に囲まれている。20時正中は3月下旬頃、北半球では春の星座とされ、厳冬から初夏にかけて観望できる。星座の北端でも赤緯33.14°と南寄りに位置しているため、人類が居住しているほぼ全ての地域から星座の全域を観望することができる。
最も明るく見えるβ星でも3.52 等と、4等星より暗い星ばかりの目立たない星座だが、しし座とふたご座に東西を挟まれているため容易に見つけることができる。γ・δ・η・θ の4星が形作る四辺形に囲まれた散開星団M44「プレセペ星団(Praesepe Cluster)」は、肉眼でぼんやりとした光のもやとして見ることができる。なお、「かに星雲」の通称で知られる超新星残骸M1は、かに座ではなくおうし座にある。
英語で北回帰線を意味する Tropic of Cancer は、紀元前には夏至点がかに座 (Cancer) 付近にあったことに由来する。またtropic は、古代ギリシア語で「向きを変えること」を意味する τροπή に由来する言葉で、太陽の南北方向の動きが変わることを示している。

## 由来と歴史
紀元前1千年紀の古代バビロニアの占星術のテキストには、現在のかに座と同じ位置にカニの星座が記されており、現在のかに座はこの古代バビロニアの天文学のカニの星座を起源とするものと考えられている。このカニの星座がいつ頃地中海世界に伝わったかは定かではないが、紀元前4世紀の古代ギリシアの天文学者クニドスのエウドクソスの著書『パイノメナ (古希: Φαινόμενα)』に記された星座のリストに既にかに座の名前が上がっていたとされる。このエウドクソスの著述を元に詩作されたとされる紀元前3世紀前半のマケドニアの詩人アラートスの詩篇『パイノメナ (古希: Φαινόμενα)』では、古代ギリシア語で「カニ」という意味の καρκίνος (Karkinos, カルキノス) という名称で登場する。『パイノメナ』の中でアラートスは、大熊の胴体の下にあり、太陽が蟹を過ぎて獅子に入る頃になると夏の盛りとなり麦が残らず刈り取られる、としている。
紀元前3世紀後半の天文学者エラトステネースの天文書『カタステリスモイ (古希: Καταστερισμοί)』や1世紀初頭の古代ローマの著作家ガイウス・ユリウス・ヒュギーヌスの『天文詩 (羅: De Astronomica)』では、カニそのものよりもこの星座の中に置かれたとされる2頭のロバとその飼い葉桶について多くの紙幅を費やして解説されている。これらの著作の中でロバとされたのは現在のγ星とδ星、飼い葉桶とされたのは散開星団M44と考えられており、現在のγ星の固有名アセルスボレアリス (羅: Asellus Borealis 「北のロバ」)、δ星の固有名アセルスアウストラリス (羅: Asellus Australis 「南のロバ」)、M44の通称「プレセペ星団 (Praesepe Cluster)」は、いずれもその名残である。
καρκίνος に属する星の数について、『カタステリスモイ』や『天文詩』では13個、帝政ローマ期2世紀頃のクラウディオス・プトレマイオスの天文書『ヘー・メガレー・スュンタクスィス・テース・アストロノミアース (古希: ἡ Μεγάλη Σύνταξις τῆς Ἀστρονομίας)』、いわゆる『アルマゲスト』ではカニ本体を形作る星が9個、星座を形作らない星が4個あるとされた。10世紀のペルシアの天文学者アブドゥッラハマーン・スーフィー（アッ＝スーフィー）が『アルマゲスト』を元に964年頃に著した天文書『星座の書』では、「カニ」を意味する al-Saraṭān と呼ばれ、『アルマゲスト』と同じく星座を形作る星9個とそれ以外の星4個が属するとされた。『星座の書』の中でプレセペ星団は「飼い葉桶」を意味する al-Miʻlaf と呼ばれた。
イスラム世界を経由して『アルマゲスト』が再びヨーロッパにもたらされると、カニの星座 al-Saraṭān はラテン語で「カニ」を意味する Cancer として受容されたが、占星術のテキストや星図に描かれたカニの描像には混乱が見られた。そのような文献の最初期のものに、1489年にアウグスブルクのエルハルト・ラートドルトによって出版された『天文学入門 (羅: Introductorium in astronomiam Albumasaris Abalachi octo continens libros partiales)』がある。これは、9世紀バグダードのハディースで占星術師のアブー＝マーシャルが著した大著『大入門書（The Great Introduction, 原題：Kitab al-Mudkhal al-Kabīr）』を12世紀ケルンテン公国生まれの翻訳者カリンティアのヘルマンが1140年にラテン語の翻訳したものを原典とするものであった。この『天文学入門』の中では、Cancer はエビのような額角を持つ姿で描かれていた。続く16世紀には、ドイツの版画家アルブレヒト・デューラーがヨーロッパでは初めて全天の星図を製作した。この1515年に製作された北天星図の中でカニの星座には Cancer という名称が付けられていたが、その姿は細長い胴体と1対のハサミを持つザリガニかロブスターかを思わせる形態で描かれていた。このデューラーの星図は、デューラーの芸術的な名声と相まって大きな影響力を持つに至り、このロブスターに似た Cancer の星座絵もまた16世紀から18世紀初頭にかけての天球儀や星図に多く描かれることとなった。そのような例として、オランダの地図製作者ヨドクス・ホンディウスの天球儀（1600年）やウィレム・ブラウの天球儀（1602年、1603年）、シレジアの天文学者ヤコブス・バルチウスの天文書『Usus astronomicus planisphaerii stellati』（1633年）、オランダの地図製作者アンドレアス・セラリウスの『大宇宙の調和 (羅: Harmonia Macrocosmica)』（1660年）、ポーランドの天文学者ヨハネス・ヘヴェリウスの天文書『Prodromus Astronomiae』（1690年）、フランスのフィリップ・ド・ラ・イールの『北天図』『南天図』（1705年）などが挙げられる。これらの古星図に Cancer として描かれた甲殻類を実在のザリガニやロブスターと比較した2019年の研究では、星座絵の細部には実在の甲殻類とは異なる部分がいくらか見られるものの、体やハサミに棘がないという特徴がロブスターに類似していることから、これらの Cancer の星座絵はヨーロッパザリガニよりもヨーロピアンロブスターにより似ている、と結論付けている。また同研究では、セラリウスの『大宇宙の調和』に描かれた Cancer が赤く着色されていることに着目し、本来濃い青色をしているヨーロピアンロブスターが赤くなるには加熱されてアスタキサンチンが発色する必要があるため、加熱調理された後の個体をモデルとして描かれた可能性を示唆している。
ヨーロッパの古星図に描かれたロブスター型のかに座の星座絵。
- ドイツの版画家アルブレヒト・デューラーの北天星図。画像左側にロブスター型のかに座が描かれている。
- オランダの地図製作者アンドレアス・セラリウスの『大宇宙の調和 (Harmonia Macrocosmica)』(1660) の北天星図。右下に赤く着色されたロブスター型のかに座が描かれている。
- ヤコブス・バルチウス『Planisphaerium stellatum』(1661) に描かれたロブスター型のかに座。
- ヨハネス・ヘヴェリウス『Prodromus Astronomiae』(1690) に描かれた、ロブスター型のかに座。

ドイツの法律家ヨハン・バイエルが1603年に刊行した星図『ウラノメトリア』では、ラートドルトのカニに似た姿の甲殻類が描かれていた。バイエルはかに座の星に対して α から ω までのギリシャ文字24文字とラテン文字4文字の計28文字を用いて34個の星とプレセペ星団に符号を付しており、プレセペ星団には ε の符号が充てられた。18世紀イギリスの天文学者ジョン・フラムスティードが編纂し、彼の死後の1729年に刊行された星図『天球図譜(羅: Atlas coelestis)』ではカニに似た姿の Cancer が描かれており、これ以降の星図ではカニに近い姿の星座絵が多く描かれている。
ヨーロッパの古星図に描かれたカニ型のかに座の星座絵。
- ヨハン・バイエル『ウラノメトリア (Uranometria)』(1603) に描かれたかに座。
- ジョン・フラムスティード『天球図譜 (Atlas coelestis)』(1729) に描かれたかに座。
- ヨハン・ボーデ『ウラノグラフィア (Uranographia)』(1801) に描かれたかに座。
- 19世紀イギリスの星座カード集『ウラニアの鏡』に描かれたかに座。

1922年5月にローマで開催された国際天文学連合 (IAU) の設立総会で現行の88星座が定められた際にそのうちの1つとして選定され、星座名は Cancer、略称は Cnc と正式に定められた。

### 中東
古代バビロニアの天文に関する粘土板文書『ムル・アピン (MUL.APIN)』の中でかに座の星は、「カニ」を表す星座 Mul Al-lul とされた。ムル・アピンが編纂された紀元前1000年頃には、夏至点はかに座付近にあった。そのため、太陽が黄道の最も高い位置に来るところこそ天空の神アヌに相応しい場所として「アヌの座」と呼ばれていた。

### 中国
ドイツ人宣教師イグナーツ・ケーグラー（戴進賢）らが編纂し、清朝乾隆帝治世の1752年に完成・奏進された星表『欽定儀象考成』では、かに座の星は二十八宿の南方朱雀七宿の第二宿「鬼宿」に配されていたとされる。θ・η・γ・δ の4星が輿に乗せられた死骸を表す星官「鬼」に、プレセペ星団の星々が積み重ねられた屍体から立ち上がる薄気味悪い怪しげな妖気を表す星官「積尸」に、ψ・λ・φ1・15 の4星が狼煙を表す星官「爟」に配された。

## 神話

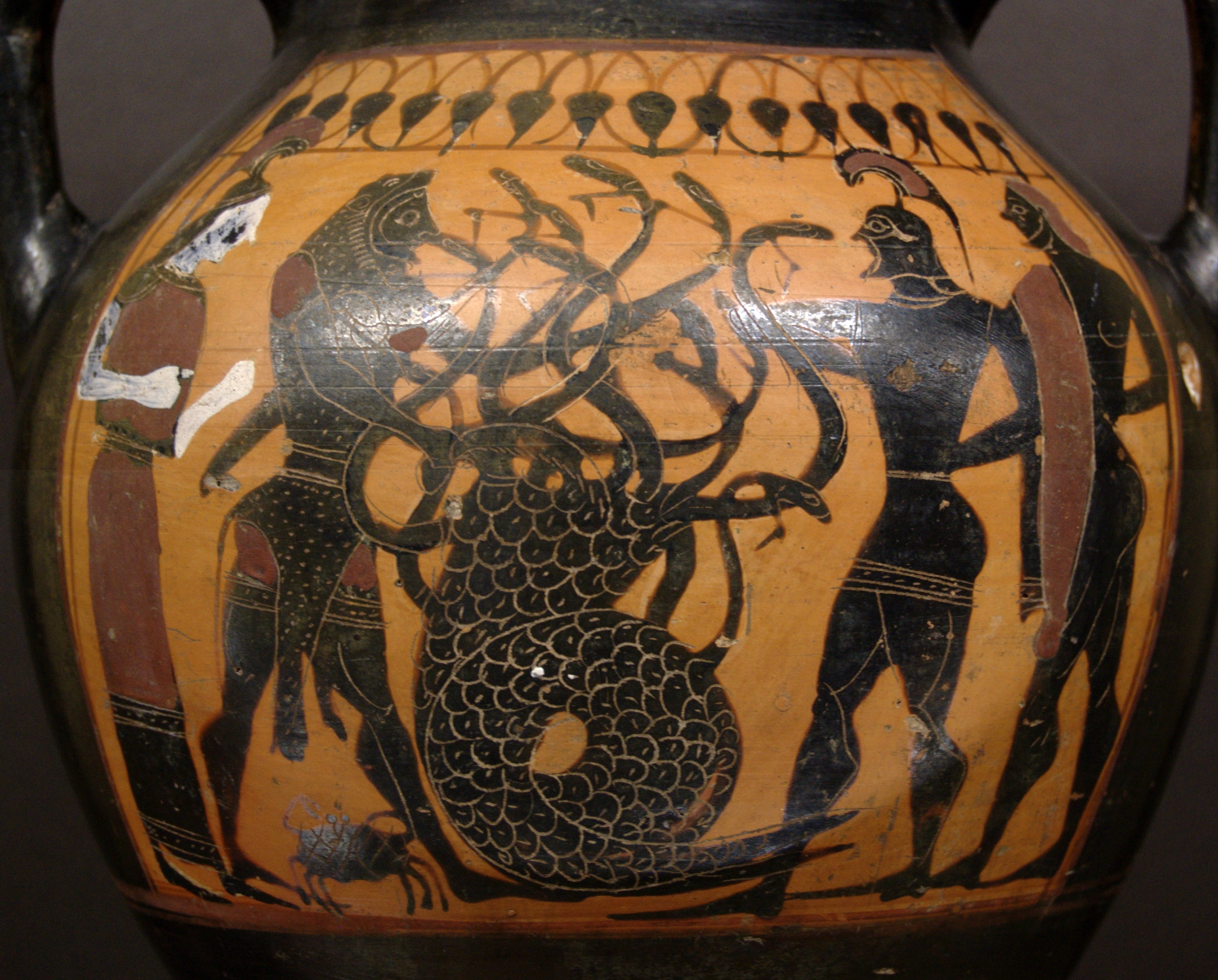
紀元前6世紀後半に製作された黒絵式アンフォラ。レルネーのヒュドラー（中央）と戦うヘーラクレース（左）とイオラーオス（右）、ヘーラクレースの足下にカニの姿が描かれている。（ルーヴル美術館収蔵、CA7318）

「ヘーラクレースの十二の功業」の第2とされるレルネーのヒュドラー退治の物語に登場するカニがかに座になったとする古代ギリシア・ローマの伝承がよく知られている。これらのヘーラクレースの十二の功業のエピソードは、古代メソポタミアの神ニヌルタと怪物たちとの戦いの神話と顕著な類似点が見られることから、現在ではニヌルタの神話に何らかの影響を受けたものと考えられており、ヘーラクレースの足に噛みつくカニのエピソードも、ニヌルタの足にかじりついた亀のエピソードが原型と見られている。
エラトステネースの『カタステリスモイ』やヒュギーヌスの『天文詩』では、女神ヘーラーによって星々の間に置かれたカニの話が語られている。エラトステネースはこのカニが天に置かれた理由について、紀元前5世紀頃のハリカルナッソスの叙事詩人パニュアッシスの『ヘラクレイア』に書かれた話として以下の話を伝えている。ヘーラクレースがヒュドラーを退治しようと闘っている最中に、このカニはヘーラクレースに飛び掛かって彼の足に噛みついた。激怒したヘーラクレースは、彼の足でカニを踏み潰した。こうしてカニは黄道十二星座に数えられるという栄誉を得たと言われる。なお、日本ではこの伝承に登場するカニについて「カルキノス」という名前があるかのように伝えられることがあるが、カルキノス (古希: καρκῐ́νος) はこのカニ固有の名前ではなく、古代ギリシア語でカニや癌を表す一般名詞であり、星座にまつわる神話を伝える古代ギリシア・ローマ期の文献では名前は特に示されていない。
またエラトステネースとヒュギーヌスは、かに座の一部の星が「ロバ」として酒神ディオニューソスによって星に引き上げられたとする伝承も伝えている。「ギガントマキアー」と呼ばれる、オリンポスの神々とギガースたちとの大戦の際、ディオニューソスとヘーパイストス、サテュロスは、ロバに騎乗して出発したと言われる。ディオニューソスたちがギガースらに近づくと、彼らがギガースらに見つかる前にロバたちがいななき始め、その騒音を聞いたギガースらは恐れ慄いた。この功により、ロバたちは飼い葉桶とともにカニの西側に置かれる栄誉を与えられた。
このロバについてヒュギーヌスは以下の異説を伝えている。リーベルはユーノーによって狂気に陥った際、どうすれば正気を取り戻せるかを尋ねるために、ドードーナにあるユーピテルの神託所にたどり着くべく、狂乱状態でテスプロティアを逃走した。道中、リーベルは渡ることのできない巨大な沼地に出くわして難渋していたが、そのとき彼の前に2頭のロバが現れた。リーベルは、そのうちの1頭を捕まえて騎乗して沼を渡ったため、少しも濡れることなく沼を渡ることができた。ドードーナの神託所にたどり着くや否やすぐさま狂気から解放されたリーベルは、このロバを星々の間に置くことで感謝の意を表した。なお、この話にはさらに以下のような異説がある。リーベルは自分を運んでくれたロバに人間の声を与えた。このロバは後にプリアーポスと性器の大きさを競ったが、敗れてプリアーポスに殺されてしまった。これを憐れんだリーベルは、自分がユーノーを恐れる臆病な人間ではなく神であることを知らしめるべく、神の行いとしてロバを星々の間に置いた。

## 呼称と方言
ラテン語の学名 Cancer に対応する日本語の学術用語としての星座名は「かに」と定められている。現代の中国では巨蟹座と呼ばれている。
明治初期の1874年（明治7年）に文部省より出版された関藤成緒の天文書『星学捷径』では「カンセル」という読みと「蟹」として紹介された。また、1879年（明治12年）にノーマン・ロッキャーの著書『Elements of Astronomy』を訳して刊行された『洛氏天文学』上巻では「カンセル」という読みと「大蟹」という訳が紹介され、下巻では「巨蟹宿」として解説された。これらから30年ほど時代を下った明治後期には「蟹」という呼称が使われていたことが日本天文学会の会報『天文月報』の第1巻1号掲載の「四月の天」と題した記事中の星図で確認できる。この「蟹」という訳名は、東京天文台の編集により1925年（大正14年）に初版が刊行された『理科年表』にも「蟹（かに）」として引き継がれた。戦中の1944年（昭和19年）に天文学用語が見直しされた際も「蟹（かに）」が継続して使われることとなり、戦後の1952年（昭和27年）7月に日本天文学会が「星座名はひらがなまたはカタカナで表記する」とした際に平仮名で「かに」と定められた。以降、この呼称が継続して用いられている。
日本国内では、かに座の星や星団の古名・地方名は採集されていない。

## 主な天体
かに座で最も明るいβ星でも3.520 等、他の星も全て4等星以下の明るさと、全体に暗い星からなる星座である。しかし、γ・δ・η・θ の4星に囲まれた位置に肉眼でも薄ぼんやりと見える散開星団M44 は「プレセペ星団」の名前でよく知られている。γ星とδ星は、プレセペ星団を飼い葉桶と見なし、そこから飼い葉を食む2頭のロバであると考えられたため、北にある γ星には「北のロバ」を意味する「アセルスボレアリス」、南にある δ星には「南のロバ」を意味する「アセルスアウストラリス」とセットで固有名が付けられている。

### 恒星
2024年6月現在、国際天文学連合 (IAU) によって11個の恒星に固有名が認証されている。
α星
太陽系から約178 光年の距離にある連星系。主星Aは、地球からは見かけの明るさ4.249 等、スペクトル型 kA7VmF0/2III/IVSr のAm星のように見えるが、掩蔽観測の結果からほぼ同じ明るさのAa 星とAb 星による近接連星であると考えられている。10.3″離れた位置に見えるB星もA星とほぼ同じような距離にあり、かつ似た固有運動を持っているが、連星系を成しているか否かは不明。Aa星にはアラビア語で「爪」を意味する言葉に由来する「アクベンス(Acubens)」という固有名が認証されている。
β星
太陽系から約323 光年の距離にある、見かけの明るさ3.520 等、スペクトル型 K4IIIBa0.5 の赤色巨星で、4等星。かに座で最も明るく見える恒星。29.4″離れた位置に見える14.3 等のB星もA星とほぼ同じ距離にあり、かつ似た固有運動を持っているが、連星系を成しているか否か不明。A星には「タルフ(Tarf)」という固有名が認証されている。
2014年には視線速度法による観測から、A星を公転する太陽系外惑星b が発見されている。
γ星
太陽系から約175 光年の距離にある、見かけの明るさ4.652 等、スペクトル型 A1IV の準巨星で、5等星。ガイア計画の第2回公開データを元にした2019年の研究では、おうし座のヒアデス星団のメンバーと考えられている。
Aa星にはラテン語で「北のロバ」を意味する言葉に由来する「アセルスボレアリス(Asellus Borealis)」という固有名が認証されている。
δ星
太陽系から約137 光年の距離にある、見かけの明るさ3.94 等、スペクトル型 K0+IIIb の赤色巨星で、4等星。約41″離れた位置に見える12等星のB星は見かけの二重星と考えられている。A星自体が分光連星である可能性もあるが、対となるAb星は未だ分離されておらず、存在が疑われている。
Aa星には、ラテン語で「南のロバ」を意味する言葉に由来する「アセルスアウストラリス(Asellus Australis)」という固有名が認証されている。
ε星
太陽系から約606 光年の距離にある連星系。主星Aは6.6 等のAa と6.8 等のAb からなる分光連星で、プレセペ星団に属している。Aから134″離れた位置に見える伴星B (HD 73711) もプレセペ星団に属しているが、Aと連星系を成しているか否かは不明。
Aa星には「メレフ(Meleph)」という固有名が認証されている。
ζ星
太陽系から約80 光年の距離にある、少なくとも4つの恒星からなる連星系。ζ1星系とζ2星系は、互いの共通重心を約1150 年の周期で公転している。ζ1星系は、5.31 等のζ1A と 6.17 等のζ1B のペアが59.582 年の周期で互いの共通重心を公転している。ζ2星系は、ζ2A とζ2B のペアが17.32 年の周期で互いの共通重心を公転しており、さらに1個の伴星が存在する可能性がある。
ζ1A星には、ラテン語で甲殻類の殻を意味する言葉に由来する「テグミネ(Tegmine)」という固有名が認証されている。
λ星
太陽系から約586 光年の距離にある、見かけの明るさ5.930 等、スペクトル型 B9.5V のB型主系列星で、6等星。A星には「ピアウトスPiautos」という固有名が認証されている。
ξ星
太陽系から約407 光年の距離にある、見かけの明るさ5.149 等、スペクトル型 G8.5IIIFe-0.5CH-1 の分光連星。5.7 等のA星と6.2 等のB星が互いの共通重心を約1,700 日という長い周期で公転していると考えられている。A星には「ナーンNahn」という固有名が認証されている。
55番星
太陽系から約41 光年の距離にある、見かけの明るさ5.95 等、スペクトル型 K0IV-V の6等星。バイエル符号ではρ1星。G型主系列星の主星と赤色矮星の伴星からなる連星系と考えられている。
2015年に開催されたIAUの太陽系外惑星命名キャンペーン「NameExoWorlds」で55番星A星系が命名対象とされ、オランダのアマチュア天文家団体 Royel Netherlands Association for Meteorology and Astronomy からの提案が採用された結果、主星の55番星Aには「コペルニクス(Copernicus)」という固有名が、5つの惑星には、bにガリレオ (Galileo)、cにブラーエ (Brahe)、dにリッペルハイ (Lipperhey)、e にヤンセン (Janssen)、f にハリオット (Harriot) という名称がそれぞれ認証された。
HD 73534
太陽系から約273 光年の距離にある、見かけの明るさ8.24 等、スペクトル型 G5 の8等星。IAUの100周年記念行事「IAU100 NameExoworlds」でブータン王国に命名権が与えられ、主星は Gakyid、太陽系外惑星は Drukyul と命名された。
GJ 3470
太陽系から約96 光年の距離にある、見かけの明るさ12.3 等の12等星。2022年に開催されたIAUの太陽系外惑星命名キャンペーン「NameExoWorlds 2022」でタイ王国のグループからの提案が採用され、主星は Kaewkosin、太陽系外惑星は Phailinsiam と命名された。
このほかに以下の恒星が知られている。
ι星
太陽系から約347 光年の距離にある、見かけの明るさ4.018 等、スペクトル型 G8IIIaBa0.2 の黄色巨星で、4等星。約30.6″離れた位置に見える5.99 等のB星からなる二重星で、双眼鏡や小型の天体望遠鏡でも分離して見ることができる。A星とB星は誤差の範囲内でほぼ同じ距離にあり、固有運動も似通っていることから連星である可能性が強い。

### 星団・星雲・銀河
18世紀フランスの天文学者シャルル・メシエが編纂した『メシエカタログ』に挙げられた天体が2つ位置している。また、パトリック・ムーアがアマチュア天文家の観測対象に相応しい星団・星雲・銀河を選んだ「コールドウェルカタログ」に1つの天体が選ばれている。
M44
太陽系から約600 光年の距離にある散開星団で、「プレセペ星団(Praesepe Cluster)」の通称で知られる。英語では「ハチの巣」という意味の Beehive とも呼ばれる。アラートスの『パイノメナ』に「小さな霧」と表現されるように、少なくとも紀元前3世紀以前からその存在が知られていた。ふたご座β星ポルックスとしし座α星レグルスの中間あたり、γ・δ・η・θの作る四辺形の中に位置している。肉眼でも霧のように見えるが、双眼鏡で見るのが最適であるとされる。
M67
太陽系から約2,870 光年の距離にある散開星団。ヨハン・ボーデによると、1779年以前にヨハン・ゴットフリート・ケーラーが発見していたとされるが、ケーラーの観測機器は非常に性能が劣っており、星団の星を分解できていたか疑わしい。一方、メシエは独立してM67を発見し、1780年4月6日にカタログに載せている。星団が生まれてから35億-48億年が経過していると考えられており、これはメシエカタログの散開星団の中では群を抜いて年老いている。また、星団の年齢が太陽と近く、化学組成もまた太陽と似ていることから、太陽型星の研究に適した観測対象とされている。
NGC 2775
天の川銀河から約7270万 光年の距離にある渦巻銀河で、コールドウェルカタログの48番に選ばれている。うみへび座との境界線近くに位置している。はっきりとした渦状腕を持つ「グランドデザイン渦巻銀河」とは異なり、羊毛や羽毛に喩えられるようなぶつぶつと途切れた構造の渦状腕を持つ。このような渦状腕は「フラキュラント (flocculent) な渦状腕」と称されている。銀河中央部の巨大なバルジではほとんど星形成されていない。
- 近赤外線波長による全天サーベイ2MASSで撮像された散開星団M44。
- アマチュア天文家が撮影した散開星団M67。
- ハッブル宇宙望遠鏡の広視野カメラ3 (WFC3) で撮像された渦巻銀河NGC 2775。

## 流星群
かに座の名前を冠した流星群で、IAUの流星データセンター (IAU Meteor Data Center) で確定された流星群 (Established meteor showers) とされているものは、かに座δ北流星群 (Northern delta Cancrids, NCC)、かに座δ南流星群 (Southern delta Cancrids, SCC)、かに座ζ昼間流星群 (Daytime zeta Cancrids, ZCA) の3つ。いずれも2012年以降に確定流星群に加えられた群である。